# Mischogyne elliotianum
Mischogyne elliotianum là loài thực vật có hoa thuộc họ Na. Loài này được (Engl. & Diels) R.E. Fr. mô tả khoa học đầu tiên năm 1955.